# Iša Krejčí
Iša František Krejčí (ur. 10 lipca 1904 w Pradze, zm. 16 marca 1968 tamże) – czeski kompozytor i dyrygent.

## Życiorys
W latach 1923–1927 studiował muzykologię i historię na Uniwersytecie Karola w Pradze, jednocześnie kształcił się pod kierunkiem Karela Boleslava Jiráka i Vítězslava Nováka (kompozycja), Albína Šímy (fortepian) oraz Václava Talicha (dyrygentura) w Konserwatorium Praskim. Od 1928 do 1932 roku był dyrygentem Słowackiego Teatru Narodowego w Bratysławie. W latach 1934–1945 zatrudniony był jako dyrygent i reżyser dźwięku w Czeskim Radio w Pradze. Od 1946 do 1948 roku był dyrygentem opery w Ołomuńcu, następnie w latach 1958–1968 dyrygował orkiestrą Teatru Narodowego w Pradze.
Tworzył w stylistyce neoklasycznej, jego muzyka cechuje się prostotą środków i przejrzystością formy.

## Kompozycje
(na podstawie materiałów źródłowych)

### Utwory orkiestrowe
- Malý balet na orkiestrę kameralną (1927–1930)
- Sinfonietta (1929)
- Concertino na fortepian i instrumenty dęte (1935)
- Concertino na skrzypce i instrumenty dęte (1936)
- Suita (1939)
- Sinfonietta-Divertimento (1939)
- Concertino na wiolonczelę i orkiestrę (1939–1940)
- 20 variací na vlastní thema v duchu národní písně (1946–1947)
- Serenade (1947–1950)
- 14 variací na píseň „Dobrú noc” (1951–1952)
- 4 symfonie (I 1954–1955, II 1956–1957, III 1961–1963, IV 1961–1966)
- uwertura Vivat Rossini (1967)

### Utwory kameralne
- Divertimento-Kasacja na flet, klarnet, fagot i trąbkę (1925)
- 5 kwartetów smyczkowych (I 1928 zrewid. 1935, II 1953, III 1960, IV 1962, V 1965)
- Sonatina na altówkę i fortepian (1928–1929)
- Sonatina na klarnet i fortepian (1929–1930)
- Trio na obój, klarnet i fagot (1935)
- Trio na klarnet, kontrabas i fortepian (1936)
- Nonet (1937)
- Sonatina concertante na wiolonczelę i fortepian (1939)
- Kwintet dęty (1964)
- Trio fortepianowe (1967)
- 4 utwory na skrzypce i fortepian (1967)

### Utwory fortepianowe
- Sonatina (1934)
- 3 scherzina (1945)

### Utwory wokalno-instrumentalne
- kantata Zpěv zástupů na chór i orkiestrę (1925)
- Malá smuteční hudba na alt, skrzypce, wiolonczelę, kontrabas i fortepian (1936)
- Anticke motivy na średni głos męski i orkiestrę lub fortepian (1936)
- Ohlasy na głos i kwintet dęty (1936)

### Opery
- Antigone (1934, wyst. Praga 1934)
- Pozdvižení v Efesu (1939–1943, wyst. Praga 1946)